# Walther Abel
Walther Abel (* 11. Oktober 1906 in Berlin; † 4. September 1987 ebenda) war ein deutscher Klassischer Philologe.

## Leben
Walther Abel studierte Klassische Philologie an der Berliner Universität, wo ihn besonders Werner Jaeger, Eduard Norden und Ulrich von Wilamowitz-Moellendorff beeinflussten. 1930 wurde er mit der Dissertation Die Anredeformen bei den römischen Elegikern promoviert, 1931 legte er das Staatsexamen für das höhere Lehramt ab. Er ging allerdings nicht in den Schuldienst, sondern an die Preußische Staatsbibliothek zu Berlin und absolvierte dort die Ausbildung zum wissenschaftlichen Bibliothekar, die er 1933 mit der Assessorarbeit Die Behandlung von Platons Apologie und der Fachprüfung abschloss. Am 1. Januar 1939 wurde er als planmäßiger Bibliothekar angestellt, 1941 erhielt er den Titel Bibliotheksrat. 1942 trat er in die Archäologische Gesellschaft zu Berlin ein.
Nach dem Ende des Zweiten Weltkriegs verließ Abel 1945 den Bibliotheksdienst. 1946 erhielt er eine Stelle als Wissenschaftlicher Hilfsarbeiter am Institut für Altertumskunde der Universität Göttingen. Zwei Jahre später wechselte er in den Schuldienst und unterrichtete Latein und Griechisch an verschiedenen Berliner Gymnasien. Von 1956 bis 1972 war er Schulleiter am Gymnasium Steglitz. 1963 wurde er zusätzlich Lehrbeauftragter an der Freien Universität Berlin. Er hielt bis 1984 Lehrveranstaltungen in den Fächern Klassische Philologie, Archäologie und Alte Geschichte ab.
Neben seiner beruflichen Tätigkeit im Bibliotheks-, Schul- und akademischen Dienst beschäftigte sich Abel mit philologischer Forschungsarbeit. Er verfasste zahlreiche Aufsätze und Rezensionen (unter anderem in der Deutschen Litteraturzeitung und im Gnomon), Artikel für Paulys Realencyclopädie der classischen Altertumswissenschaft und autobiographische Schriften über seine akademischen Lehrer. Außerdem bearbeitete er die dritte Auflage des Werkes Euripides Herakles seines Lehrers Wilamowitz (Berlin 1933) und die Bibliotheca philologica classica (1935–1938), die bibliografische Beilage zum Jahresbericht über die Fortschritte der classischen Alterthumswissenschaft.

## Schriften (Auswahl)
- Die Anredeformen bei den römischen Elegikern, Untersuchungen zur literarischen Form. Berlin 1930 (Dissertation).
- Lateinisch und Griechisch an Berliner Schulen. Ein Epilog,. In: Willmuth Arenhövel, Christa Schreiber (Hrsg.): Berlin und die Antike. Aufsätze. Architektur, Kunstgewerbe, Malerei, Skulptur, Theater und Wissenschaft vom 16. Jahrhundert bis heute. Berlin 1979, S. 193–213.
- Studium Berolinense 1924–1931. Teil 1: Ulrich von Wilamowitz-Moellendorff. In: Gymnasium. Band 88 (1981), S. 389–408.
- Studium Berolinense 1924–1931. Teil 2: Eduard Norden. In: Gymnasium. Band 91 (1984), S. 449–484.
- Placidiore disputandi more und „Requiescat in faece“ (W. M. Calder III). Ein Epilog zu: Eduard Norden. In: Gymnasium. Band 92 (1985), S. 526–532.
- Ulrich von Wilamowitz-Moellendorff. In: Michael Erbe (Hrsg.): Berlinische Lebensbilder. Geisteswissenschaftler. Berlin 1989, S. 231–251.

Herausgeberschaft
- Euripides Herakles. Erklärt von Ulrich von Wilamowitz-Moellendorff. 3. Auflage, Berlin 1933.
- 75-Jahrfeier des Gymnasiums zu Berlin-Steglitz. Berlin 1961.